# Denis Vavro
Denis Vavro, född 10 april 1996, är en slovakisk fotbollsspelare som spelar för Wolfsburg, på lån från FC Köpenhamn.

## Klubbkarriär
Den 26 augusti 2017 värvades Vavro av FC Köpenhamn, där han skrev på ett femårskontrakt. Den 4 juli 2019 värvades Vavro av italienska Lazio. Den 1 februari 2021 lånades han ut till spanska Huesca på ett låneavtal över resten av säsongen 2020/2021.
Den 24 januari 2022 lånades Vavro ut till FC Köpenhamn på ett låneavtal över resten av säsongen 2021/2022. I juli 2022 blev han klar för en permanent övergång till FC Köpenhamn och skrev på ett kontrakt fram till 2026 med klubben. Den 30 augusti 2024 lånades Vavro ut till tyska Wolfsburg på ett säsongslån.

## Landslagskarriär
Vavro debuterade för Slovakiens landslag den 8 januari 2017 i en 3–1-förlust mot Uganda.